# Élections municipales costariciennes de 2024
Les élections municipales costariciennes de 2024 ont lieu le 4 février 2024 afin de renouveler les conseillers des 84 municipalités du Costa Rica,.